# Yigoga improba
Yigoga improba är en fjärilsart som beskrevs av Otto Staudinger 1888. Yigoga improba ingår i släktet Yigoga och familjen nattflyn. Inga underarter finns listade i Catalogue of Life.